# Ukrainske skjold
I geologi er det ukrainske skjold (eller det ukrainske krystallinske massiv) det sydvestlige skjold af den østeuropæiske kraton (Baltika). Det ukrainske skjold og Voronezh-massivet består af 3,2-3,8 Ga (mia. år) gammel arkæisk skorpe i sydvest og øst, og 2,3-2,1 Ga tidlige proterozoiske orogene bælter. Det ukrainske skjold er ca. 1.000 km lang og op til 250 km bred.